# Lithodes maja
Espèce
Lithodes maja, aussi appelée Araignée épineuse ou Lithode arctique, voire Crabe épineux du Nord, est une espèce de crustacés appartenant à la famille des « crabes royaux », bien qu'elles ne soient pas des crabes à proprement parler et soient plus proches des bernard l'hermite.

## Morphologie
Lithodes maja possède une carapace quasi circulaire, avec un rostre pointu, de couleur rougeâtre ou marron et peut atteindre jusqu'à 14 cm une fois adulte. De longues épines sont présentes sur le rebord de sa carapace, ainsi que des petites épines, plus fines, sur les pattes. Comme la plupart des lithodes, les femelles sont asymétriques, le côté gauche de l'abdomen étant beaucoup plus large que le côté droit, même si l'on a observé des symétries inversées dans la nature.
De plus, comme chez la plupart des Lithodes, la 5e paire de péréiopodes n'est pas utilisée pour la locomotion, mais plutôt pour nettoyer la carapace, les branchies et le transfert de spermatozoïdes.

## Reproduction
La femelle porte ses œufs de décembre à avril, et produit très peu d’œufs. Le développement des larves prend environ sept semaines. Comme pour la plupart des décapodes, les œufs des lithodes se déposent sur les fonds marins avant d'éclore et, après des séries de mues successives, deviennent des lithodes adultes.

## Répartition et mode de vie
Lithodes maja est principalement trouvée dans les eaux froides sur les côtes de l'Europe et de l'Amérique du Nord. Elle est présente majoritairement sur les côtes de la Norvège, les côtes nord des Îles Britanniques, ainsi qu'autour des îles Féroé, de l'Islande, de Svalbard et du Sud-Est du Groenland. On en trouve également autour de Terre-Neuve-et-Labrador, au Canada.
Lithodes maja vit entre 10 et 600 m de profondeur, et affectionne les fonds vaseux, sableux, coralliens, rocheux ou détritiques. À l'instar de la majorité des décapodes, elle est principalement détritivore et carnivore.

## Pêche
Lithodes maja pondant peu d'œufs, comparé au plus commun crabe royal, limite ainsi son abondance, ce qui la rend impropre à l'exploitation commerciale. Ne souffrant pas de surpêche, Lithodes maja n'est pas considérée comme menacée.

## Galerie

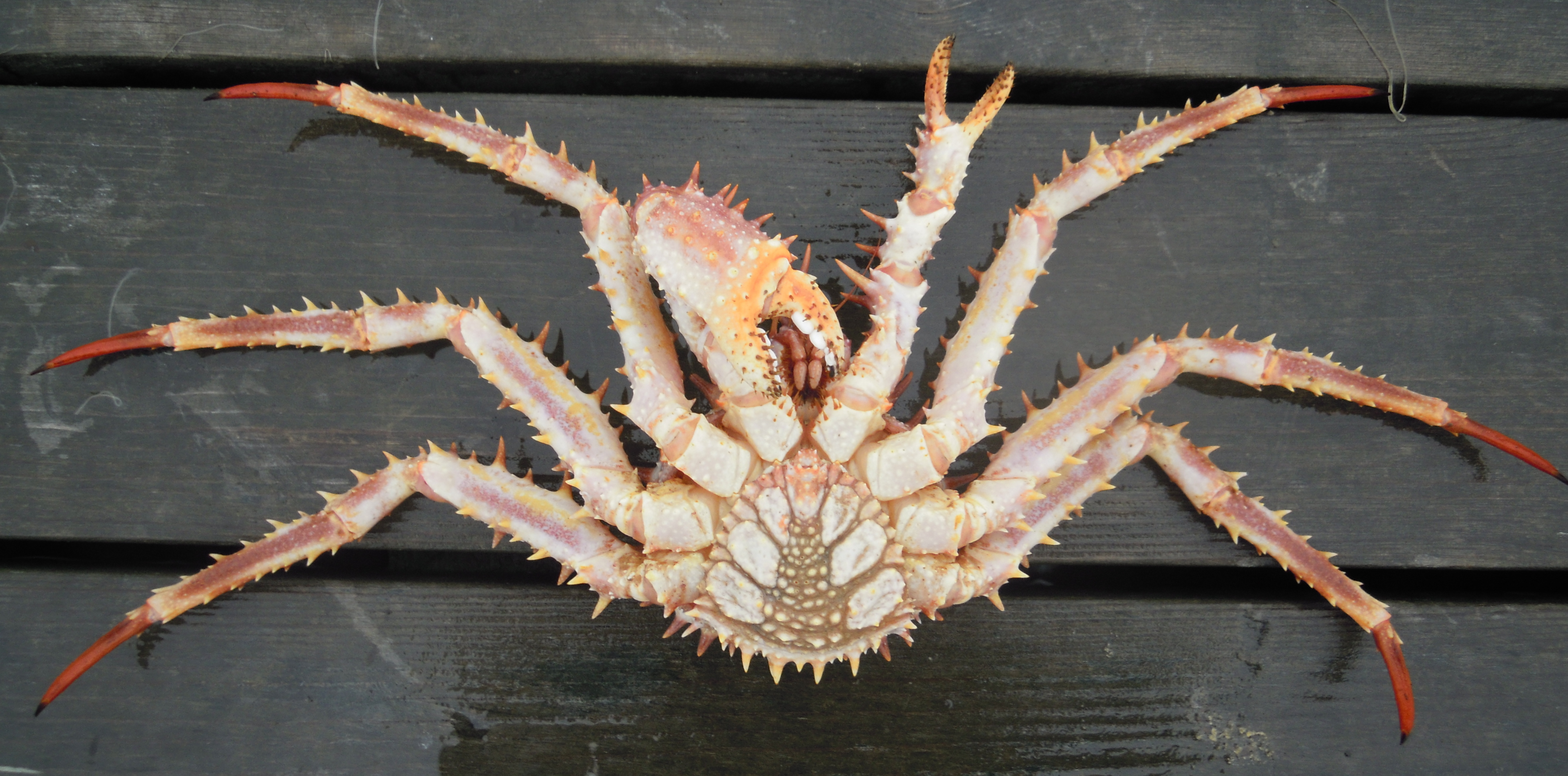
Vue ventrale de Lithodes maja.
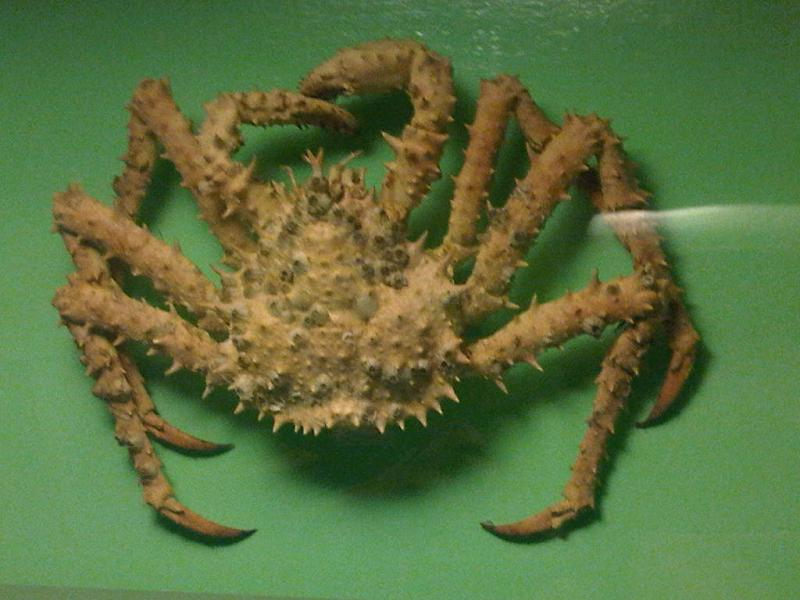
Vue dorsale de Lithodes maja.
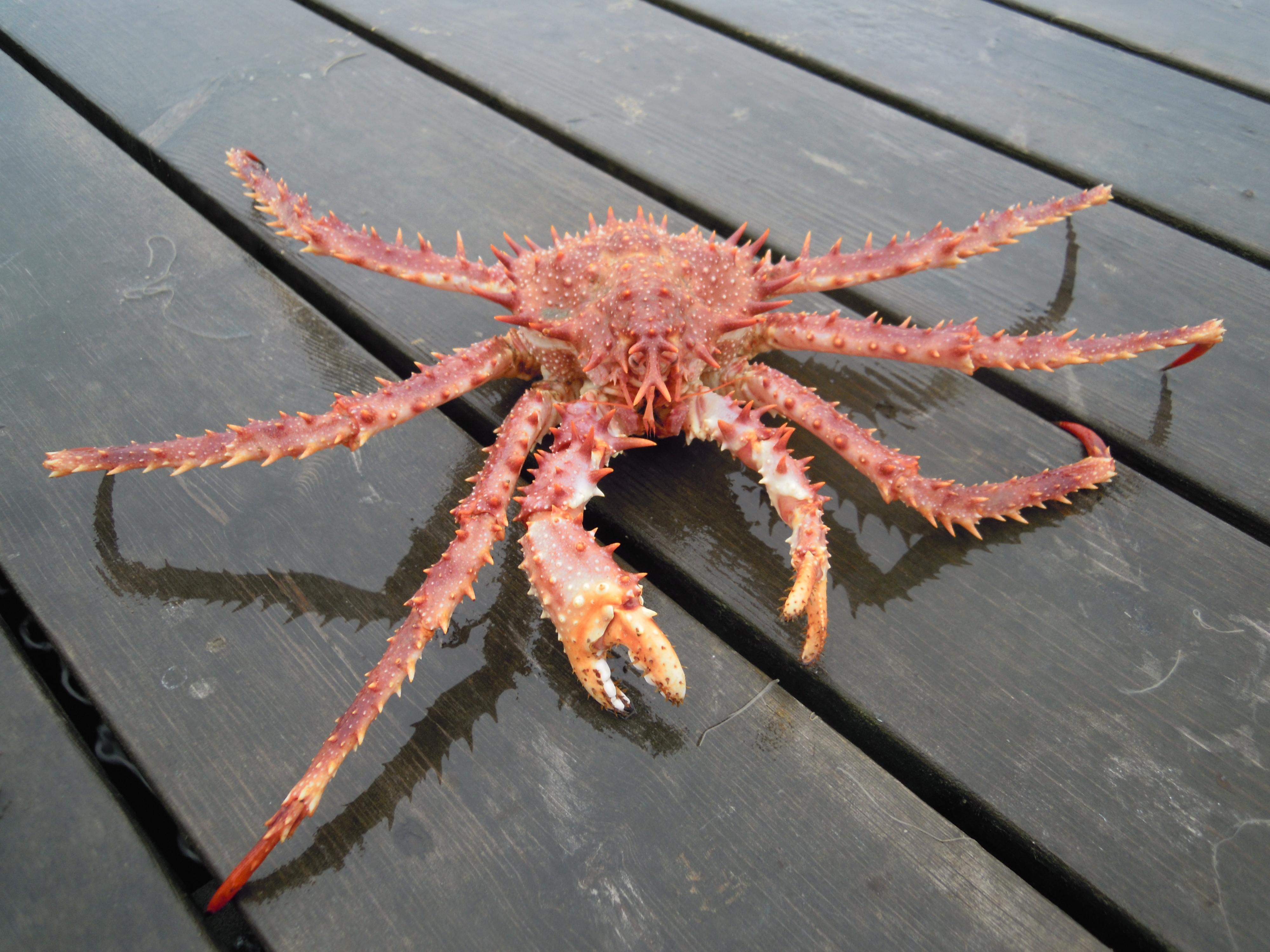
Lithodes maja sur un ponton.